# Castillo de El Cuervo
El castillo de El Cuervo se halla en el municipio de El Cuervo, provincia de Teruel (Comunidad Autónoma de Aragón, España).
Del antiguo castillo medieval solo pervive el topónimo –calle Castillo y zona del Trascastillo-: los escasos restos que quedan se hallan en un cerro rocoso situado al levante de la población. 

## Historia
De origen musulmán, formó parte de una línea defensiva que unía Albarracín (Teruel) con Alpuente (Valencia), vía Jabaloyas, Tormón, Castielfabib, Ademuz, y Santa Cruz de Moya.
Como castellum quod dicitur lo Corbo se le nombra en los documentos de la conquista cristiana de la zona, datados en la toma de Castielfabib (datis in captione Castelli Fabib) el 19 de septiembre de 1210, firmados por Pedro II de Aragón.-
Debido a lo perdido de sus ruinas, Andrés Valero (1960) no lo recoge en su estudio sobre los castillos turolenses, tampoco el investigador Guitart Aparicio (1987).-

## Ubicación y descripción
Se hallaba sobre un cerro rocoso de gran potencia al levante de la villa, circundado en su vertiente oriental por una zona de cultivo que forma el gran meandro del río Ebrón a su paso por la zona:

«Del antiguo castillo de El Cuervo que mencionan las crónicas cristianas pervive el nombre, cuyo topónimo se refiere a un peñasco de piedra tosca y caliza que se alza sobre la huerta del Ebrón, frente a los rojizos Picarzos. De lo que fuera, probablemente, un punto defensivo de relativa importancia, en la línea visual del frontero de Castielfabib, no quedan más que los restos de un aljibe o cisterna y una cueva horadada en la cima del monte –también conocida como Cueva del Moro-, cuya postrera utilidad fue servir de corral de gallinas y conejos. Las nobles piedras de sus murallas y torreones, perdida su primitiva utilidad, debieron ir a formar parte del actual templo parroquial y la Casa Grande del pueblo, como sucedió en tantos lugares».
Aproximación histórica: La villa de El Cuervo y su parroquial, Alfredo Sánchez Garzón

De planta irregular, adaptada a la escabrosidad del terreno, la fortificación posee las características de un castillo roquero, táctico y defensivo -como fuera el de Tormón, Tramacastiel y Libros-, construido para defender el paso del río y caminos de montaña. 
La parte superior del cerro forma una somera planicie de forma triangular, basculada hacia el sur. En la parte septentrional (más elevada) existe una gran oquedad labrada en la piedra tosca correspondiente a la denominada cueva de los Moros o cueva del Moro, a la que puede bajarse por unas escaleras labradas en la misma roca. En la zona meridional (más baja) perviven semi-enterrados los restos de un aljibe con la bóveda hundida.
Fácilmente defendible por su estratégica situación, pudo estar rodeado en su base oriental por un lienzo de muralla formando el «alabar», un espacio de servicios ocupando lo que hoy es una era abandonada con su hacinadero y varios pajares arruinados.
El lugar posee un acceso perfectamente acondicionado para su visita. Desde la cima puede admirarse una estupenda panorámica del caserío (y de la iglesia parroquial), situado en posición occidental respecto del castillo, y de la vega del Ebrón (que le circunda por el este, de norte a sur), continuando hasta Castielfabib.